# Gans (França)
Gans (occità) (francès) és un municipi francès al departament de la Gironda (regió de Nova Aquitània). L'origen del nom del lloc seria la denominació Gou-Hans del territori, el “pas o coll dels huns”, que s'hauria transformat en Gans al segle V. Durant la Revolució Francesa la parròquia de Saint-Pierre de Gans va formar el municipi de Gans.

## Demografia

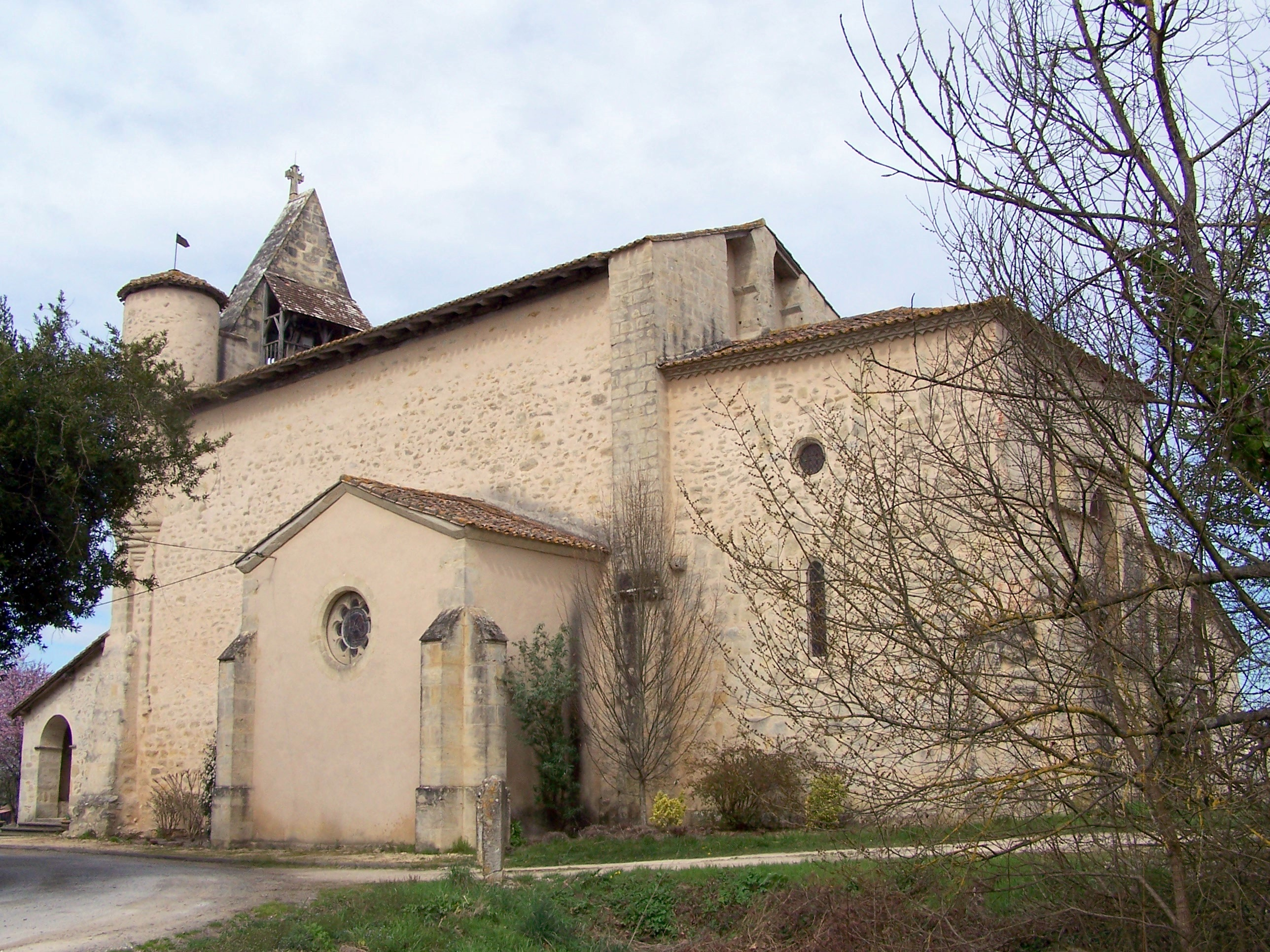
Església de Saint-Pierre de Gans

| 1962                                       | 1968 | 1975 | 1982 | 1990 | 1999 | 2007 |
| ------------------------------------------ | ---- | ---- | ---- | ---- | ---- | ---- |
| 202                                        | 222  | 184  | 171  | 152  | 158  | 186  |
| Des de 1962: població sense dobles comptes |      |      |      |      |      |      |

## Administració
| Període | Identitat      | Partit |
| ------- | -------------- | ------ |
| 2001-   | Laurent Belloc |        |